# Bernhard Linke
Bernhard Linke (* 7. März 1961 in Berlin) ist ein deutscher Althistoriker.
Bernhard Linke studierte an der Freien Universität Berlin Alte Geschichte und die Nebenfächer Neuere Geschichte, Latein und Französisch. Studienaufenthalte führten ihn an die Université III Bordeaux und an die RWTH Aachen. Im Jahr 1993 wurde Linke an der Freien Universität Berlin mit einer von Walter Eder und Hartmut Galsterer betreuten Arbeit über das frühe Rom promoviert. Von 1993 bis 2000 war er wissenschaftlicher Assistent von Martin Jehne an der Technischen Universität Dresden. Im Jahr 2000 habilitierte er sich in Dresden mit einer unpubliziert gebliebenen Untersuchung zum archaischen Griechenland und war dort anschließend bis 2004 als Oberassistent tätig. Nach einer Lehrstuhlvertretung an der TU Chemnitz lehrte er dort von 2004 bis 2009 als Professor für Antike und Europa. Seit 2009 lehrt Linke als Professor für Alte Geschichte an der Ruhr-Universität Bochum.
Linke befasst sich schwerpunktmäßig mit der römischen Republik sowie mit religiösen Weltbildern in der Antike, wobei er davon ausgeht, dass religiöse Deutungssysteme substanzielle Einblicke in die fundamentalen Strukturen einer Gesellschaft ermöglichen. Zu beiden Themenfeldern hat er Einführungswerke vorgelegt. In Anbindung daran analysiert Linke zudem die Entstehung des europäischen Republikanismus in der Antike, da trotz der religiösen Fundierung des römischen und griechischen Gemeinwesens eine politische Kultur entstehen konnte, die kaum durch sakrale Normen eingeengt gewesen sei.
Linke legt im Bereich der römischen Geschichte in jüngerer Zeit einen besonderen Fokus auf die Themenfelder Seerüstung und Seeherrschaft sowie Territorialisierung und Rechtsgeltung. Ein Hauptaugenmerk seiner Forschungen liegt dabei auf dem Ende der römisch-republikanischen Zeit sowie auch auf der frühen Kaiserzeit im antiken Rom.

## Schriften (Auswahl)
Monographien
- Von der Verwandtschaft zum Staat. Die Entstehung politischer Organisationsformen in der frührömischen Geschichte. Steiner, Stuttgart 1995, ISBN 3-515-06497-4.
- Untersuchungen zu den religiösen Rahmenbedingungen für Herrschaftslegitimation im archaischen Griechenland. Unpublizierte Habilitationsschrift, Technische Universität Dresden 2000.
- Die römische Republik von den Gracchen bis Sulla. 2., durchgesehene und bibliografisch aktualisierte Auflage. Wissenschaftliche Buchgesellschaft, Darmstadt 2012, ISBN 3-534-15498-3.
- Antike Religion (= Enzyklopädie der griechisch-römischen Antike. Bd. 13). Oldenbourg, München 2014, ISBN 978-3-486-59702-8.

Sammelbände
- mit Michael Stemmler: Mos maiorum. Untersuchungen zu den Formen der Identitätsstiftung und Stabilisierung in der römischen Republik (= Historia. Einzelschriften. Band 141). Steiner, Stuttgart 2000, ISBN 3-515-07660-3.
- mit Mischa Meier und Meret Strothmann: Zwischen Monarchie und Republik. Gesellschaftliche Stabilisierungsleistungen und politische Transformationspotentiale in den antiken Stadtstaaten. Steiner, Stuttgart 2010, ISBN 978-3-515-09782-6.
- mit Martin Jehne und Jörg Rüpke: Religiöse Vielfalt und soziale Integration. Die Bedeutung der Religion für die kulturelle Identität und die politische Stabilität im republikanischen Italien. Verlag Antike, Heidelberg 2013, ISBN 978-3-938032-58-9.